# Paul Dundas

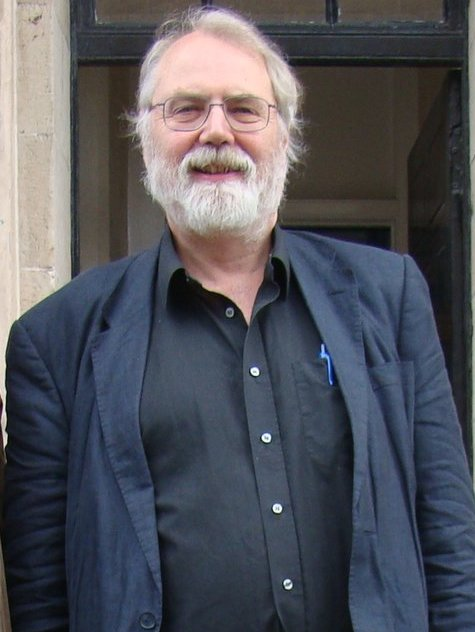
Paul Dundas, 2022

Paul Dundas (* 23. Mai 1952; † 5. April 2023) war ein britischer Indologe an der University of Edinburgh und dort Leiter der Asienwissenschaften. Seine Arbeitsschwerpunkte waren klassische Sanskrit-Literatur und Mittelindoarische Sprachwissenschaften. Mit seinen Arbeiten zum Jainismus gilt er weltweit als einer der führenden Forscher auf diesem Gebiet. Er leitete die Pali Text Society.
Zu seinen Beschäftigungen (Stand 2012) zählten die Übersetzung der Shishupala Vadha von Magha, eine kommentierte Übersetzung von Yaśovijayas Dvatrimsaddvatrimsika, eine Studie der historischen Darstellung des Mantras Pancanamaskara unter Bezugnahme auf Yaśovijayas Arhadgita sowie eine systematische Darstellung der Texte von Haribhadra Suri.

## Schriften
Bücher (Auswahl)
- The Jains. Routledge, London 1992, ISBN 978-0-415-26606-2.
- The meat at the wedding feasts: Kr̥ṣṇa, vegetarianism and a Jain dispute. Centre for South Asian Studies (University of Toronto), Toronto 1997.
- History, scripture and controversy in a medieval Jain sect.  Routledge, London 2007, ISBN 978-0-415-37611-2.

Aufsätze (Auswahl)
- Conversion to Jainism: Historical Perspectives. In: Rowena Robinson, Sathianathan Clarke (Hrsg.): Religious Conversion in India: Modes, Motivations, and Meanings. Oxford University Press, Neu-Delhi 2003, S. 125–148.
- Haribhadra’s Lalitavistara and the legend of Siddharsi’s conversion to Jainism. In: Olle Qvarnström (Hrsg.): Jainism and Early Buddhism: Essays in Honor of Padmanabh S. Jaini. Asian Humanities Press, Fremont 2003, S. 151–166.
- Beyond Anekantavada: A Jain Approach to Religious Tolerance. In: Tara Sethia (Hrsg.): Ahimsa, Anekanta and Jainism. Motilal Banarsidass, Neu-Delhi 2004, S. 123–136.
- A Non-Imperial Religion? Jainism in its „Dark Age“. In: Patrick Olivelle (Hrsg.): Between the Empires: Society in India 300 BCE–400 CE. Oxford University Press, New York 2006, S. 383–414.
- The Later Fortunes of Jamali. In: Peter Flügel (Hrsg.): Studies in Jaina History and Culture: Disputes and dialogues. Routledge, London/New York 2006, S. 33–60.